# Quantificação de singularidade
Em matemática e lógica, a frase "existe um e somente um" é usado para indicar que exatamente um objeto com uma determinada propriedade existe. Em lógica matemática, este tipo de quantificação é conhecido como quantificação de singularidade  ou quantificação existencial  exclusivo
 Quantificação de Singularidade é muitas vezes identificados com os símbolos "∃!" ou ∃=1". Por exemplo, a declaração formal 
{\displaystyle }
pode ser lido em voz alta como "há exatamente um número natural n tal que n − 2 = 4".

## Provando a unicidade
A técnica mais comum para provar única existência, é  primeiramente provar a existência de entidade, com a condição desejada; em seguida, assumir que existem duas entidades (digamos, a e b), que tanto satisfaz a condição, e logicamente deduzir de sua igualdade, i.e. a = b.
Como um simples  exemplo, para mostrar  x + 2 = 5 tem exactamente uma solução, nós primeiro demonstramos  que existe pelo menos uma solução, a saber, 3; a prova de que esta parte é simplesmente o cálculo
{\displaystyle }
Nós agora supomos que existam duas soluções, a saber, a e b, satisfazendo x + 2 = 5. Assim,
{\displaystyle }
Pela transitividade da igualdade,
{\displaystyle }
Por cancelamento,
{\displaystyle }
Este exemplo simples mostra como uma prova de exclusividade é feito, o resultado final é a igualdade entre duas quantidades que satisfazem a condição.
Tanto a existência como a singularidade devem ser comprovadas, a fim de concluir que existe exatamente uma solução.
Uma forma alternativa para provar a singularidade é provar que existe um valor {\displaystyle } satisfazendo a condição e, em seguida, provando que, para todos os {\displaystyle }a condição para {\displaystyle } implica {\displaystyle }.

## Redução comuns existencial e quantificação universal
A quantificação de singularidade pode ser expressa em termos do existencial e universal quantificadores da lógica de predicado definindo a fórmula
∃!x P(x) significa, literalmente,
{\displaystyle }
que é o mesmo que
{\displaystyle }
Uma definição equivalente que tem a virtude de separar as noções de existência e singularidade em duas cláusulas, em detrimento de brevidade, é
{\displaystyle }
Outra definição equivalente, com a vantagem da abreviação  é
{\displaystyle }

## Generalizações
Uma generalização da quantificação de singularidade é a contagem de quantificação. Isso inclui tanto a quantificação do formulário "exatamente k objetos existem tais que ...", bem como "infinitamente muitos objetos existem tais que ..." e "só finitamentes muitos  objetos existem tais que...". A primeira dessas formas é exprimível usando quantificadores comuns, mas os dois últimos não podem ser expressas em comum a lógica de primeira ordem.
Exclusividade depende de uma noção de igualdade. Soltando um grau de   de equivalˆ encia mais grosso produz quantificação de singularidade até que a equivalência (neste âmbito, regular a singularidade é "exclusividade até para a igualdade"). Por exemplo, muitos conceitos na categoria teoria está definido para ser exclusivo até isomorfismo.